# スヴェトザル・マロヴィッチ

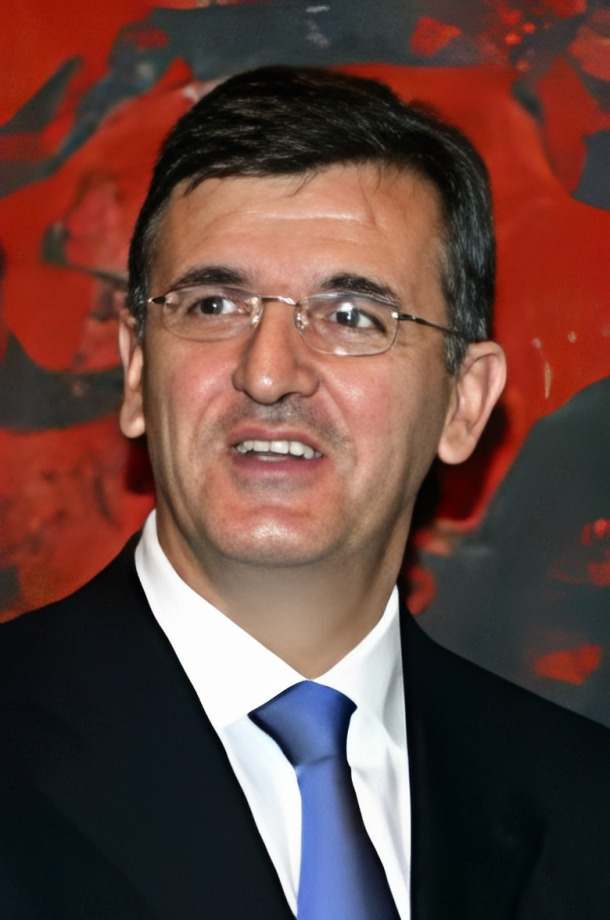
スヴェトザル・マロヴィッチ

スヴェトザル・マロヴィッチ（セルビア語: Светозар Маровић / Svetozar Marović、1955年3月21日 - ）は、モンテネグロの政治家。2003年から2006年まで存在した国家連合セルビア・モンテネグロの大統領を務めた。

## 略歴
モンテネグロのブドヴァ市会計監査局長だった。1989年、モンテネグロ共産主義者同盟中央委員会幹部会委員に選出。1991年6月、モンテネグロ共産主義者同盟のモンテネグロ社会主義者民主党への改称後、同党幹事長となった。現在、同党の副総裁。
1995年から2001年まで、モンテネグロ共和国議会議長（ユーゴスラビア連邦共和国連邦議会下院議員、モンテネグロ共和国議会議員）。
1992年6月、ユーゴスラビア連邦共和国大統領選に出馬したが、落選。1997年、モンテネグロ社会主義者民主党からモンテネグロ大統領に推薦されたが、ジュカノビッチに敗北。
2003年3月、セルビア・モンテネグロの初代大統領に選出され、2006年のセルビア・モンテネグロ解体まで在任した。

## パーソナル
モンテネグロ、コトル出身。チトーグラード（現ポドゴリツァ）の大学の法学部を卒業。
妻帯、2児を有する。